# 比斯特日采
比斯特日采是捷克的城鎮，位於該國中部，距離塞德爾恰尼19公里，由中波希米亞州負責管轄，面積63.39平方公里，海拔高度365米，2008年人口4,164。

## 外部連結
- Municipal website